# Thomas Doughty (artiste)
Pour les articles homonymes, voir Thomas Doughty et Doughty.

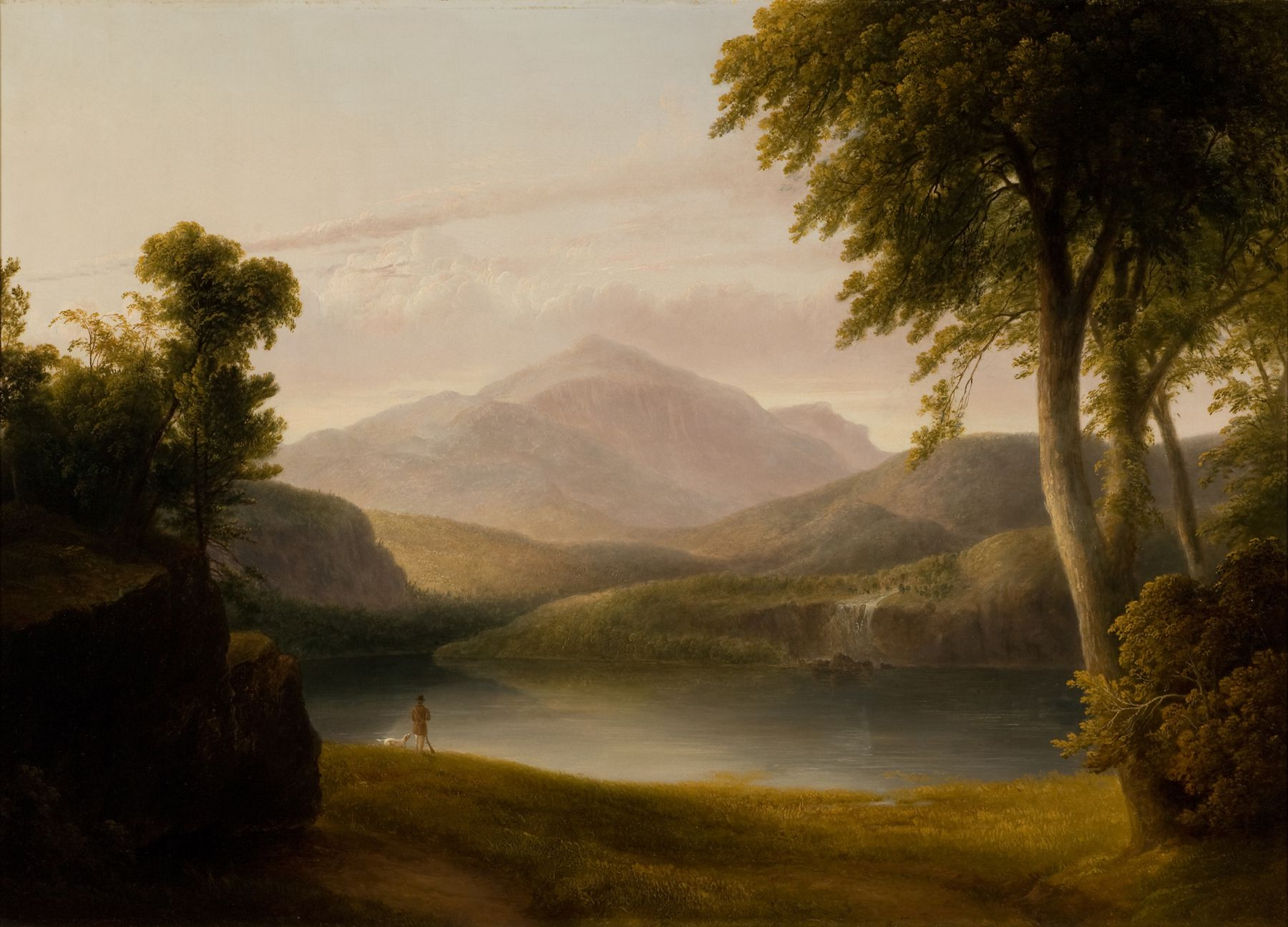
Thomas Doughty, In the Catskills, 1836, Reynolda House Museum of American Art

Thomas Doughty (1793-1856) fut l'un des premiers peintres américains à s'intéresser aux paysages des États-Unis auxquels il donna une dimension lyrique. Ses paysages préfigurent ceux de l'Hudson River School. Né à Philadelphie, il travailla dans cette ville mais aussi à New York et Boston.